# حكومة جرش المحلية
حكومة جرش المحلية كانت واحدة من سبع حكومات محلية (إربد، السلط، الكرك، عجلون، جرش، الرمثا، دير يوسف) تأسست في شرق الأردن عام 1920 لملئ الفراغ السياسي في أعقاب سقوط الحكومة العربية في دمشق بعد معركة ميسلون. لعبت هذه الحكومة دوراً مهماً في حفظ الأمن وإدارة شؤون الناس، وتم تعيين محمد علي المغربي كقائم مقام لها.